# Araneus diadematus nemorosus
Araneus diadematus nemorosus is een ondersoort van de kruisspin (Araneus diadematus). De ondersoort komt voor in Frankrijk. De spin is in 1929 wetenschappelijk beschreven.